# کلودیا کاگنینا
کلودیا کاگنینا (انگلیسی: Claudia Cagnina؛ زادهٔ ۱۰ سپتامبر ۱۹۹۷) بازیکن فوتبال اهل پرو است.
وی همچنین در تیم ملی فوتبال Peru بازی کرده‌است.